# Commander Air Group

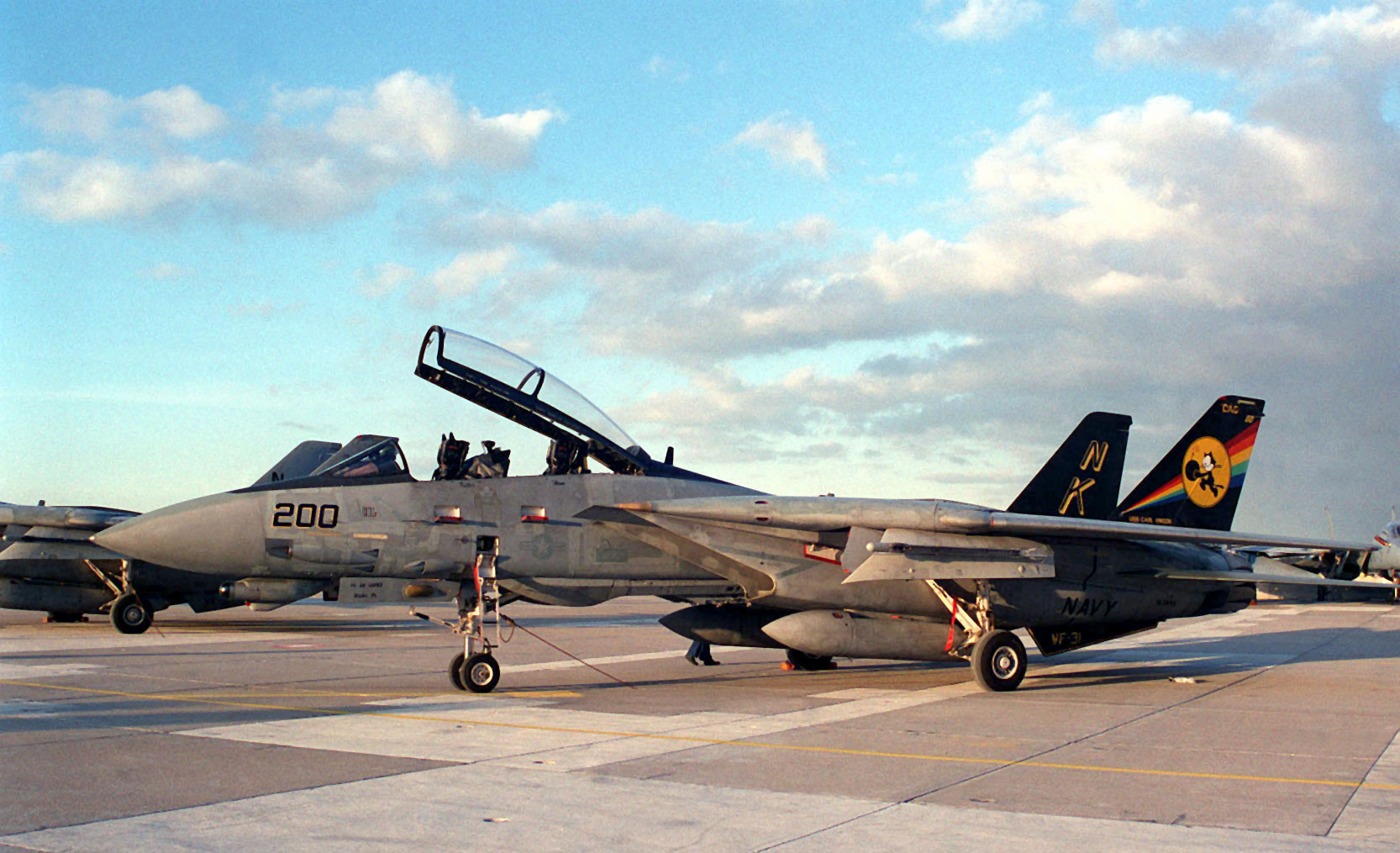
F-14 „Tomcat“ als CAG Bird der Fighter Squadron 31 (VF-31) des Geschwaders CVW-14.

Der Commander Air Group (CAG) ist der verantwortliche Offizier und Kommandeur des Trägergeschwaders an Bord von Flugzeugträgern und deren Trägerkampfgruppe der US Navy. Die Bezeichnung entstand 1938, als die erste Carrier Air Group gebildet wurde. Diese Air Groups wurden am 20. Dezember 1963 in Carrier Air Wings umbenannt, wobei der Kommandeur den Titel CAG beibehielt.
Der Posten des CAG setzt in der Regel den Rang eines Captain (OF-5) voraus. Der Stab des CAG wird meist mit Personal der einzelnen Staffeln ergänzt, wie zum Beispiel der Nachrichtendienstoffizier. In der Regel untersteht der CAG einem Rear Admiral in der Funktion des Trägergruppenkommandeurs (Commander, Carrier Strike Group oder Commander, Cruiser Destroyer Group).
Bis etwa Mitte der 1950er Jahre gab es innerhalb einer Air Group nur ein einziges Flugzeug (CAG Bird) mit den Markierungen des CAG. Danach wurde erlaubt, dass nicht nur ein CAG Bird in der Air Group existieren darf, sondern dass jede Squadron ein eigenes CAG Bird bereitstellen kann. Von 1955 bis Anfang der 1960er Jahre war es auch üblich, dass ein Flugzeug der Squadron, in dem der Air Group Commander ursprünglich diente, die Kennung „00“ (Double Nuts) trug. Die CAG-Birds eines Carrier Air Wings sind immer daran erkennbar, dass sie in der Regel eine volle Hunderternummer und besonders farbenprächtige Markierungen tragen.

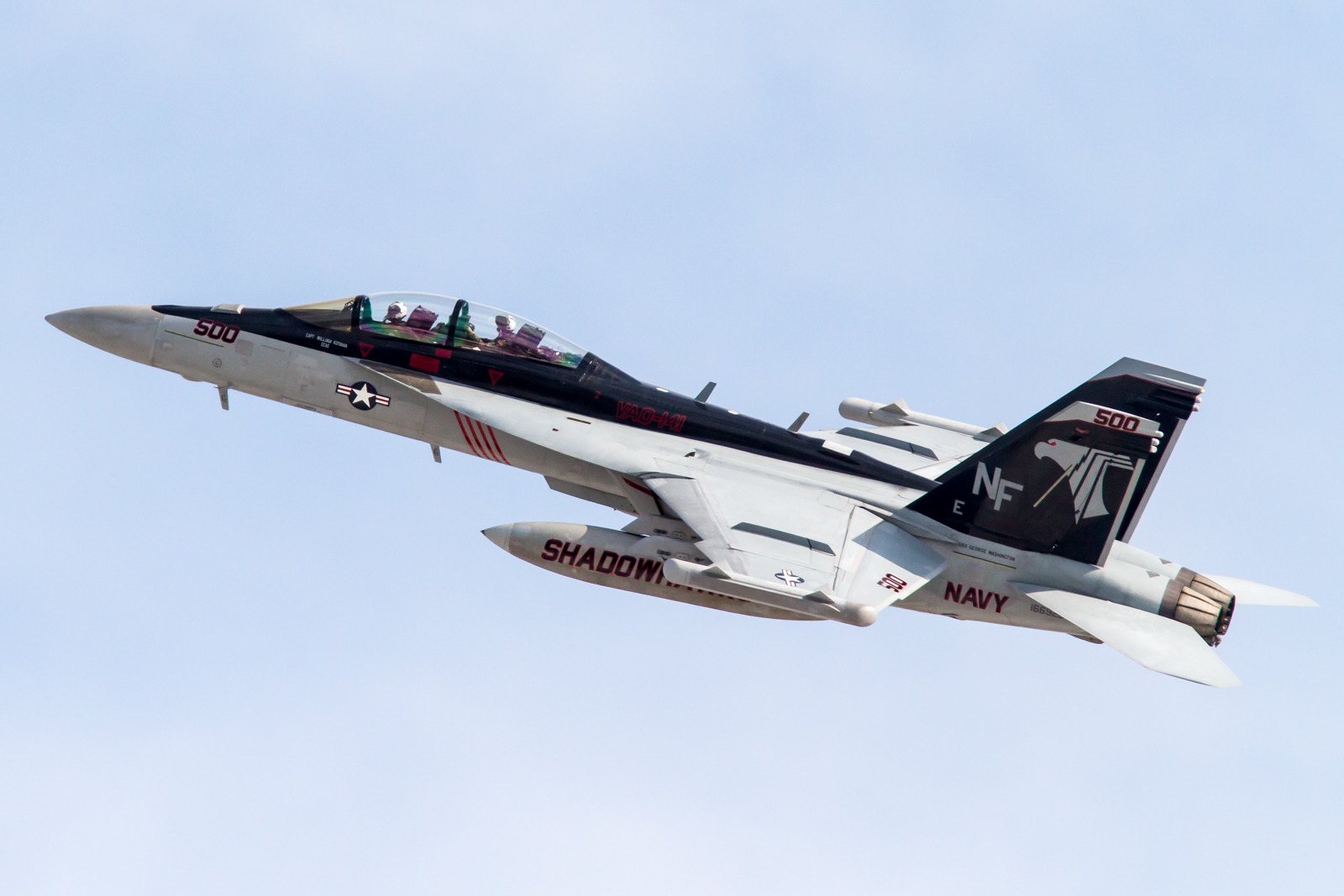
CAG Bird der Electronic Attack Squadron 141 (VAQ-141) mit der Bugnummer 500

Auf Flugzeugträgern der Royal Navy ist das Äquivalent der Commander (Air).